# Студёный (Белгородская область)
Студёный — хутор, входящий в состав Холоднянского сельского поселения Прохоровского района Белгородской области.

## История
Хутор образован государственными крестьянами села Толстая Дубрава (Толстое) в  60-е годы XIX века. Первое название хутор имел как хутор Толстенький. Современное название получил по особенностям местности - располагаясь рядом с дубравой, в которой бьют студеные родники. Также название могло быть Рёвино, образованное переселенцами из Ломово, Заячье Корочанского района, но эта информация доступна только от старожил поселения. В дальнейшем хутор был переименован в Студеный. Так как хутор расположен на самой низкой точке оврага, в 2-х км от Холодного и название получил от от холодных (студеных) подземных ключей.
На хуторе в период с 1930 по 1965 года работала начальная школа. Каждый вечер жителям показывали кино, поскольку имелась своя киноустановка. Работал магазин.
С приходом коллективизации в 1930 году был образован колхоз им. Ворошилова. Имелась своя конюшня. так как в колхозе не платили за работу деньгами, многие жители ездили на заработки в Донецкую область, где работали на шахтах и заводах.
Во время Великой отечественной войны многие жители ушли на фронт, некоторые трудились в тылу, строили железную дорогу Старый Оскол–Ржава.
В 1950 году колхозы подверглись укрупнению и им. Ворошилова сошел в состав колхоза  им. Ворошилова Андреевского сельского совета Скороднянского района Курской области.
В 1954 году была образована Белгородская область (Указом Президиума Верховного Совета СССР от 6 января 1954 года). Колхоз «Ленинский Путь», в который ранее вошел колхоз им. Ворошилова,  Андреевского сельсовета вошел в ее состав. В этом же году хутор вошел в состав Холоднянского сельского совета, в следствии ликвидации Андреевского сельсовета. В 1957 году вошедший ранее в состав колхоза им. Булганина был переименован в  колхоз «Знамя коммунизма».

## Население
| 2002 | 2010 |
| ---- | ---- |
| 19   | ↘11  |